# S21-es személyvonat

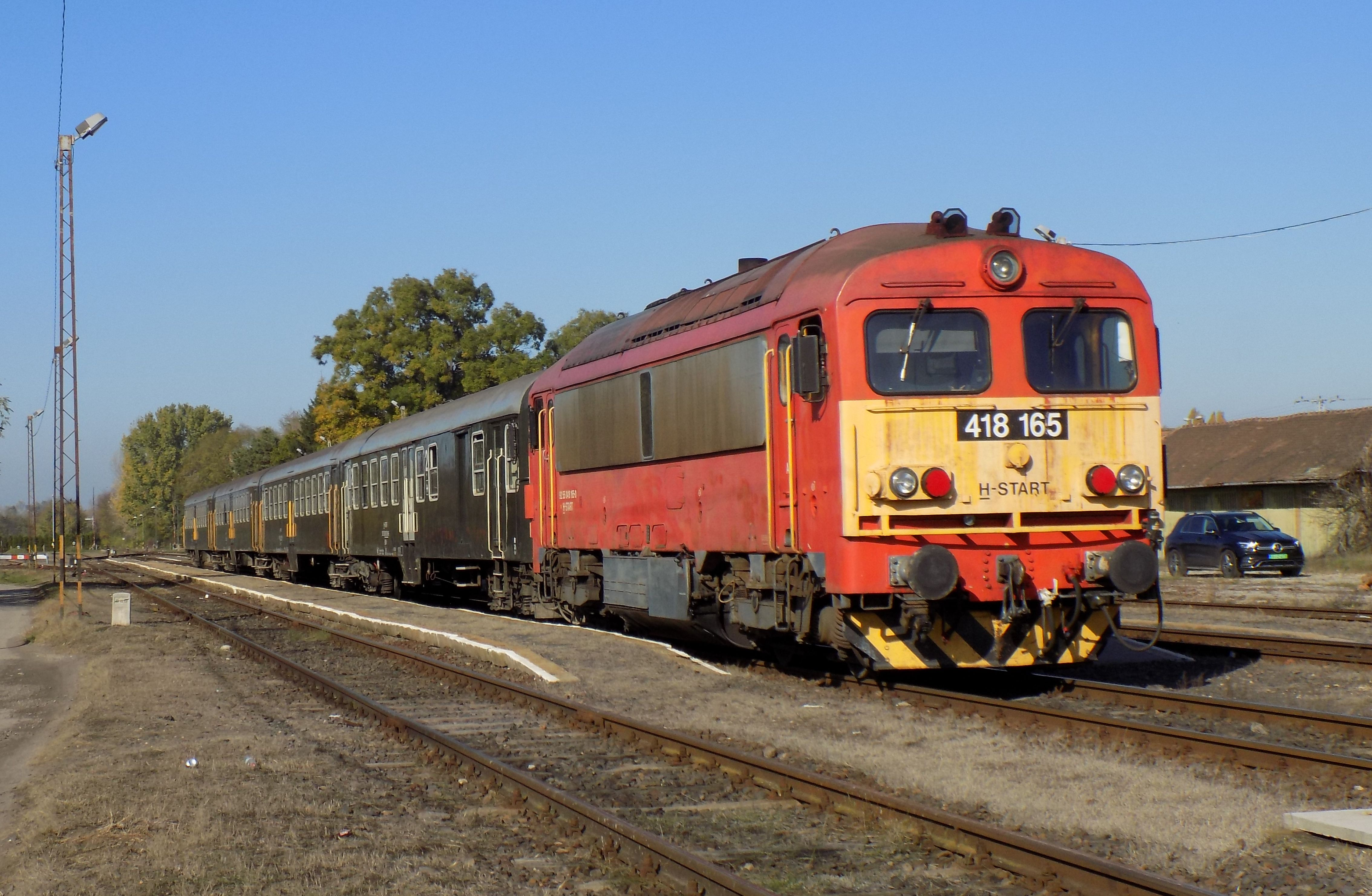
Lajosmizse állomás M41-es mozdonnyal és retró festésű Bhv kocsikkal

Az S21-es személyvonat egy budapesti elővárosi vonat a budapesti Nyugati pályaudvar és Lajosmizse vasútállomás között. Vonatszámuk négyjegyű, 29-cel kezdődik. A viszonylat legjellemzőbb járművei M41-es mozdony vontatta Bhv ingavonatok, illetve a 416-os (korábban 6341-es) orosz motorvonatok. Korábban Siemens Desiro motorvonat is közlekedett a viszonylaton.

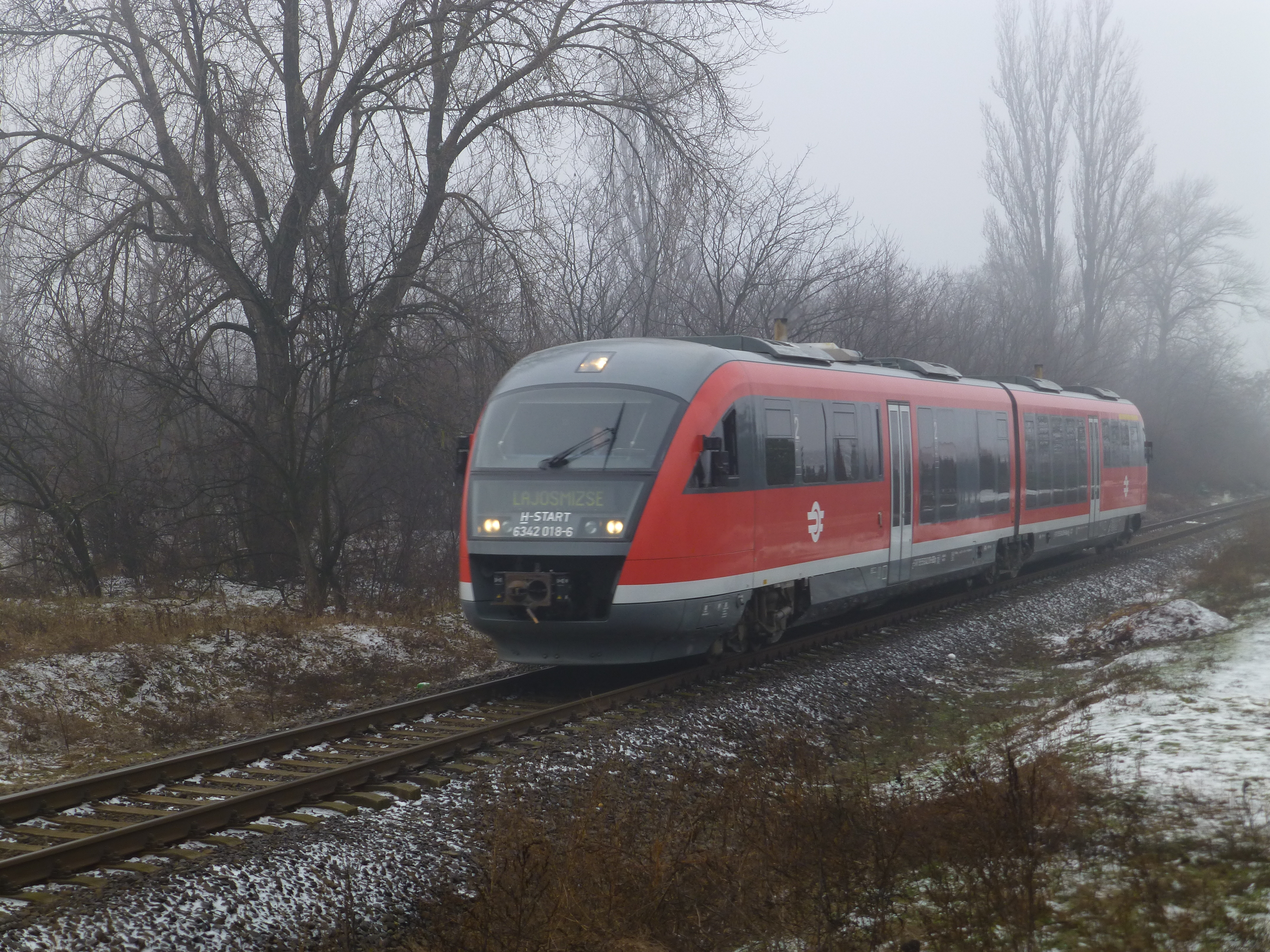
S21-es személyvonat halad Lajosmizse felé még Siemens Desiro motorvonattal.

## Története
Lajosmizse felé 1889. július 8-án indította el az első személyvonatot a Budapest–Lajosmizsei Helyi Érdekű Vasút Rt. A forgalmat a kezdetektől a MÁV-ra bízták. Az első világháború után a vasútvonal HÉV-jellege megszűnt, 1931. október 1-jétől az államosított magánvasúti társaság helyett a pálya is a MÁV-hoz került.
A járat viszonylatjelzését 2014. december 14-ei menetrendváltáskor kapta. A 21-es jelzés a vasútvonal menetrendi számából került meghatározásra: a járatszámozás kialakításakor arra figyeltek, hogy csak kétszámjegyű jelzéseket használjanak, így a lajosmizsei 142-es vasútvonal utolsó két számjegy értékének a fele lett a viszonylatszám. Az S betű a személyvonatot jelzi.
2022. szeptember 3-tól hétvégente 3-4 pár tovább közlekedik Kecskemétig.
2023/2024-es menetrendváltástól hétvégente közlekedő közvetlen kecskeméti járatok megszűntek.

## Útvonala
A vonat a Nyugati pályaudvar és Kőbánya-Kispest között közös útvonalon halad a villamosított, kétvágányú ceglédi vonallal. Innen dél felé kiágazva éri el Kispestet, majd Pestszentimrénél lépi át Budapest közigazgatási határát. Egyes vonatoknak Dabason, illetve Ócsán van a végállomása. Lajosmizsétől Kecskemétig S210-es jelzéssel járnak vonatok.
| 0   | Budapest-Nyugati végállomás | 120 | 9, 26, 91, 191, 226, 291 4, 6 72, 73 S50 , Z50 , S70 , G70 , Z70 , S71 , G71 , S72 , Z72 , IC, EC, EN, sebesvonat                                                                              |
| 6   | Zugló                       | 114 | 5, 7, 7E, 8E, 108E, 110, 112, 133E 1, 1A 72 S50 , G50 , Z50 , IC, sebesvonat |
| 11  | Kőbánya alsó                | 109 | 9, 95, 117, 151, 162, 185, 195, 217, 217E, 262 3, 28, 28A, 62, 62A 73 S50 , G50 , Z50 |
| 15  | Kőbánya-Kispest             | 104 | 68, 85, 85E, 93, 93A, 98, 98E, 132E, 136, 148, 151, 182, 182A, 184, 193E, 200E, 202E, 268, 282E, 284E 575, 576, 577, 578, 580, 581 S36 , G43 , S50 , G50 , Z50 , IC, sebesvonat, expresszvonat |
| 20  | Kispest                     | 99  | 93, 93A, 268 42 |
| 28  | Pestszentimre felső         | 91  | 54, 55, 84E, 89E, 294E |
| 32  | Pestszentimre               | 87  | 54, 55, 84E, 89E, 94E, 166, 254E, 255E, 266, 294E |
| 36  | Gyál felső                  | 83  | 55, 89E, 94E, 294E |
| 43  | Gyál                        | 79  | 55, 89E, 94E, 294E 578, 609 |
| 50  | Felsőpakony                 | 72  | 609 |
| 58  | Ócsa                        | 64  | 609, 635, 636, 641, 642, 643 |
| 72  | Inárcs-Kakucs               | 50  | 611 |
| 83  | Dabas                       | 35  | 618, 640 |
| 86  | Gyón                        | 31  | 612, 614, 620, 621, 622, 641 1080, 1081 |
| 92  | Hernád                      | 25  | 612, 614, 641 |
| 102 | Örkény                      | 18  | 612, 614, 615, 641 |
| 108 | Táborfalva                  | 12  | 614, 615 |
| 113 | Felsőlajos                  | 7   | 614, 5245 1080, 1081 |
| 120 | Lajosmizse végállomás       | 0   | 5242, 5245 S210 |